# RK Vardar
RK Vardar (makedonsk: РК Вардар) er et makedonsk herrehåndboldhold fra Skopje. Holdet er en af det bedste hold i Europa og spiller i Makedoniens herrehåndbold førsteliga pr. 2017 og i herrernes EHF Champions League.
Holdet har vundet EHF Champions League to gange i henholdsvis 2017 og 2019.

## Spillertruppen
Spillerprofiler i sæsonen 2018-19 
| Målvogtere - 22 Khalifa Ghedbane - 96 Dejan Milosavljev - 98 Marko Kizić RW - 09 Martin Popovski - 27 Ivan Čupić - 33 Daniil Shishkarev LW - 07 Vlado Nedanovski - 31 Timur Dibirov Stregspillere - 05 Stojanče Stoilov - 13 Rogério Moraes Ferreira - 21 Gleb Kalarash | LB - 15 Christian Dissinger - 32 Sergej Gorbok - 97 Marko Miševski CB - 18 Igor Karačić - 20 Staš Skube - 37 Janja Vojvodić RB - 10 Dainis Krištopāns - 50 Dmitrij Kiselev |

### Transfers i sæsonens 2019-20
| Tilgang | Afgang - Luka Cindrić (til Vive Targi Kielce) |

### Medarbejdere
| Position         | Navn                             |
| ---------------- | -------------------------------- |
| Cheftræner       | Raúl González Gutiérrez          |
| Assistenttræner  | David Davis                      |
| Konditionstræner | Danijel Jurišić                  |
| Fysioterapeut    | Dimitar Manevski Viktor Stojanov |

### Tidligere spillere
| - Pepi Manaskov - Stevče Aluševski - Petar Misovski - Branislav Angelovski - Kiril Kolev - Vančo Dimovski - Lazo Majnov - Naumče Mojsovski - Zlatko Mojsovski - Goran Kuzmanoski - Borko Ristovski | - Mitko Stoilov - Zlatko Daskalovski - Nemanja Pribak - Filip Lazarov - Velko Markoski - Vlatko Jovčevski - Milorad Kukoski - Gradimir Čanevski - Dejan Manaskov - Petar Angelov - Goce Ojleski | - Vladimir Petrić - Ratko Nikolić - Tihomir Doder - Alem Toskić - Dobrivoje Marković - Rajko Prodanović - Stefan Terzić - Alexey Rastvortsev - Mikhail Chipurin - Sergei Gorbok - Alexander Dereven | - Blaženko Lacković - Luka Raković - Miladin Kozlina - Matjaž Brumen - Mladen Rakčević - Stevan Vujović - Iñaki Malumbres Aldave - Alex Dujshebaev - Jan Sobol - Revaz Chanturia |

#### Tidligere trænere
- Ljubomir Savevski
- Andon Boškovski
- Zoran Kastratović
- Veselin Vujović
- Goran Simić
- Josif Petković
- Dragan Đukić
- Raúl Gonzalez
- David Davis
- Roberto García Parrondo (2018-)